# Barbro Ehnbom
Barbro Christina Ehnbom, född 1945 i Sverige, är en svensk-amerikansk ekonom. Hon har uppmärksammats för att främja kvinnors nätverksbyggande i näringslivet. Hon är bosatt i New York.

## Biografi
Barbro Ehnbom är dotter till avdelningschefen i riksrevisionsverket Bertil Ehnbom och filosofie doktor Astrid Grönstedt. Hon har under sin karriär arbetat med att främja svensk-amerikanska affärsmässiga samarbeten särskilt inom life science. Detta har hon gjort inte bara i sitt yrke som investeringsbankir utan också på Svensk-amerikanska handelskammaren. Sedermera har detta engagemang ökat från Ehnboms sida i och med grundandet av Swedish American Life Science Summit (SALSS) år 2003. Ehnbom har mångårig erfarenhet inom marknadsföring och finans, både inom läkemedelsindustrin och entreprenörskap för startup-företag. 
Barbro Ehnbom avlade examen vid Handelshögskolan i Stockholm 1967. Hon har bedrivit doktorandstudier vid Handelshögskolan och Columbia University. Ehnbom kom att verka i olika roller inom läkemedelsindustrin och på Wall Street i USA som företagsledare och analytiker. Hon ingick bland annat i ledningsgruppen för bolag som idag är en del av Glaxo Smith Kline.
Hon deltog aktivt i Civilekonomföreningen för svenska ekonomer verksamma i New York samt i Handelshögskolans i Stockholm kamratförening och upprätthöll ett nätverk för svenska och internationella näringslivspersoner. Hon grundade och leder Life Science-nätverket Swedish-American Life Science Summit. 
2001 tog Ehnbom initiativ till stiftandet av Female Economist of the Year som är ett stipendium som årligen delas ut till en framstående kvinnlig student vid Handelshögskolan i Stockholm. Samma år grundade hon nätverket BBB – Barbro's Best & Brightest för unga ambitiösa kvinnor, initialt enbart för Handelshögskolestudenter men därefter breddat till kvinnor från andra lärosäten och andra verksamhetsområden. Inom BBB finns idag fler än 200 medlemmar.
Handelshögskolan hävde samarbetet med Ehnbom år 2020 i samband med uppmärksammanden om Female Economist of the Years koppling till Jeffrey Epstein. 2022 kom anklagelser om att Ehnbom bjudit in flera stipendiater för att träffa Epstein. 
7 augusti 2017 sommarpratade Ehnbom i Sommar i P1. 

## Karriär
- 1970–1973 Marknadschef - Richardson-Vick Corporation
- 1973–1976 Produktchef - American Home Products
- 1976–1979 Vice ordförande och säljande analytiker - Delafield Childs Corporation
- 1979–1981 Securities Analyst - L.F. Rothschild
- 1982–1984 Director of Corporate Development - Smith Kline Corporation
- 1985–1987 Delägare - Argosy Capital
- 1987–1992 Grundare, ordförande och VD - Swedish Secret, Inc.
- 1993– Ordförande - DuHaan Groupe Inc.
- 2001– Grundare och förvaltningschef - Barbro's Best & Brightest Network (BBB)
- 2003– Grundare och ordförande - Swedish American Life Science Summit (SALSS)[8]

Styrelseengagemang (urval)
- Northern Lights Theater, Scandinavian Chamber Orchestra, Jussi Bjorling Society, Taube Sällskapet, Lärargalan, BBB Educational Trust,
- Aura Surgical Robotics, Inc. Du Haan Groupe, Inc. Platform Health Ventures, Inc. Lekologist.se

## Utbildning
Distinktionsbetyg (Summa Cum Laude) Handelshögskolan i Stockholm. Doktorandstudier på Handelshögskolan i Stockholm samt på Columbia University i New York. Forskningsassistent till professor Assar Lindbeck.  

## Utmärkelser
- Top Three Financial Analyst in America 1975 - Institutional Investor[9]
- HHS 100 års jubileumsmedalj 2009 - Handelshögskolan Stockholm
- Årets läkemedelsprofil 2015 - Bonniers Business Media[10]
- Årets förebild 2015 - Nätverket Klara K [11][12]